# Bogdanówka (Tarnobrzeg)

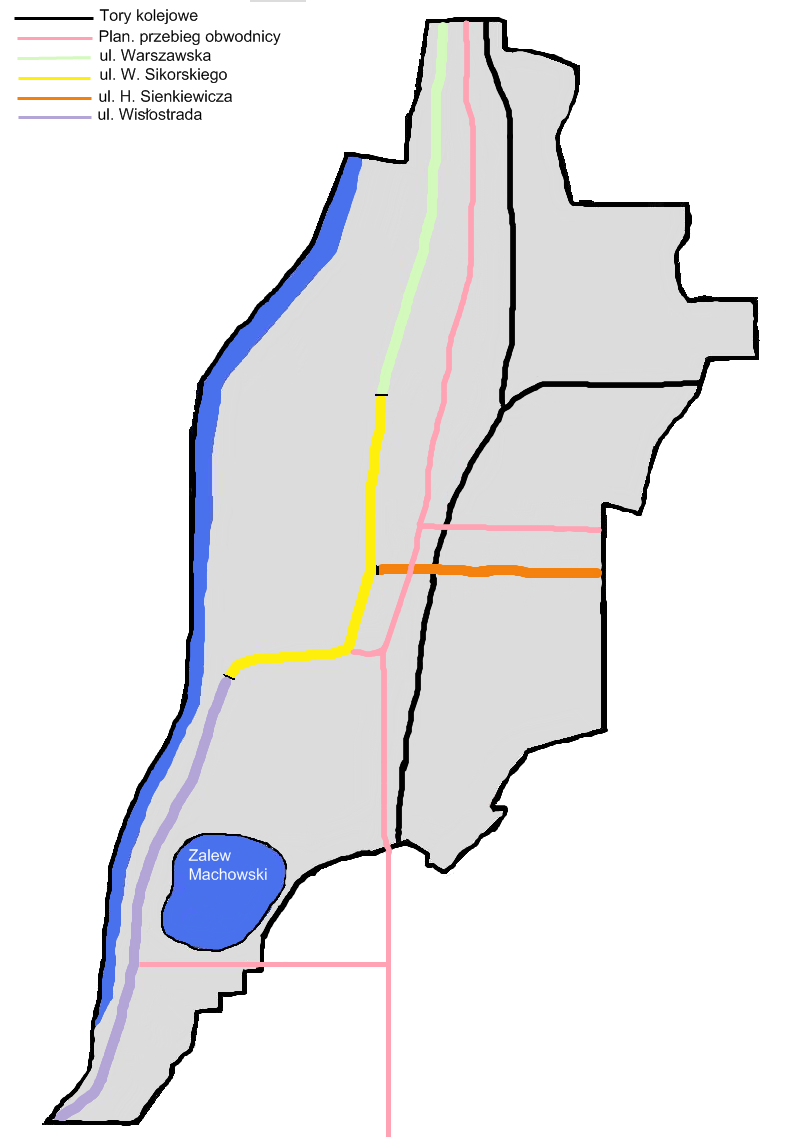

Bogdanówka – osiedle Tarnobrzega położone we wschodniej części miasta.

## Granice osiedla
Główną ulicą osiedla jest ulica Zwierzyniecka (końcowa jej część). Osiedle graniczy z Piastowem, Serbinowem i Zwierzyńcem.

### Problemy definiujące odrębność osiedla
Ze względu przynależność do administracyjnego osiedla Serbinów oraz ze względu na rejonizację Szkoły Podstawowej nr 10, Poczty Polskiej i zasięg rzymskokatolickiej parafii Matki Bożej Nieustającej Pomocy, brak odrębności Bogdanówki w licznych zestawieniach i planach miasta, oraz stosunkowo mały obszar (ograniczony w zasadzie do jednej ulicy) bardzo często uważana jest za część Serbinowa. Jednak Bogdanówka w większości wybudowana została w latach 90., podczas gdy Serbinów to bloki z lat 70. i 80. Kolejną różnicą jest administracja budynków – Serbinów to głównie Tarnobrzeska Spółdzielnia Mieszkaniowa, podczas gdy Bogdanówka to Spółdzielnia Mieszkaniowa Siarkowiec.

## Zabudowa
Zabudowa to głównie bloki wielorodzinne i 3 wieżowce mieszkalne wybudowane w latach 90. oraz domy jednorodzinne budowane w latach 2000. Na terenie osiedla znajduje się m.in.: punkt handlowo usługowy (w nim Poczta Polska i sklep Sezam),  boisko sekcji piłki nożnej Klubu Sportowego Siarka Tarnobrzeg, zajezdnia autobusowa MKS Tarnobrzeg.